# George A. Waggaman
George Augustus Waggaman, född 1782 i Caroline County, Maryland, död 31 mars 1843 i New Orleans, Louisiana, var en amerikansk politiker. Han representerade delstaten Louisiana i USA:s senat 1831-1835.
Waggaman inledde 1811 sin karriär som advokat i Maryland. Han deltog sedan i 1812 års krig och flyttade 1813 till Baton Rouge.
Senator Edward Livingston avgick 1831 för att tillträda som USA:s utrikesminister och efterträddes av Waggaman som var motståndare till Andrew Jackson. Waggaman återgick 1835 till arbetet som advokat.
Waggaman avled i skador han ådrog sig i samband med en duell. Han gravsattes på Girod Cemetery i New Orleans. Orten Waggaman har fått sitt namn efter George A. Waggaman.